# Nansheng (köpinghuvudort i Kina, Hainan Sheng, lat 18,73, long 109,60)
Nansheng är en köpinghuvudort i Kina. Den ligger i provinsen Hainan, i den södra delen av landet, omkring 170 kilometer sydväst om provinshuvudstaden Haikou. Antalet invånare är 8 277. Befolkningen består av 3 860 kvinnor och 4 417 män. Barn under 15 år utgör 23,0 %, vuxna 15-64 år 70 %, och äldre över 65 år 6,0 %.
Runt Nansheng är det ganska tätbefolkat, med 62 invånare per kvadratkilometer. Närmaste större samhälle är Baocheng, 14,5 km sydost om Nansheng. I omgivningarna runt Nansheng växer i huvudsak städsegrön lövskog.
Genomsnittlig årsnederbörd är 2 305 millimeter. Den regnigaste månaden är juli, med i genomsnitt 380 mm nederbörd, och den torraste är januari, med 15 mm nederbörd.